# Thagria subnotata
Thagria subnotata är en insektsart som beskrevs av Walker 1870. Thagria subnotata ingår i släktet Thagria och familjen dvärgstritar. Inga underarter finns listade i Catalogue of Life.